# Tarbinskia kittaryi
Tarbinskia kittaryi is een rechtvleugelig insect uit de familie Dericorythidae. De wetenschappelijke naam van deze soort is voor het eerst geldig gepubliceerd in 1931 door Tarbinsky.